# Semiothisa intensata
Semiothisa intensata là một loài bướm đêm trong họ Geometridae.